# Randfontein (Gemeinde)

Gemeindegebiet bis 2016

Randfontein (englisch Randfontein Local Municipality) war eine Lokalgemeinde im Distrikt West Rand, Provinz Gauteng in Südafrika. Im Jahr 2011 lebten dort 149.286 Einwohner auf einer Gesamtfläche von 475 km². Sitz der Gemeindeverwaltung befand sich in Randfontein. Der Gemeindename bedeutet etwa „Quelle im Witwatersrand“. Der Wahlspruch lautete Industria crescemus (Latein, deutsch etwa: „Wir wachsen durch Fleiß“).
Die Lokalgemeinde wurde 2016 mit der Westonaria Local Municipality unter dem neuen Namen Rand West City vereinigt.